# وآرس، اوت-آلپ
وآرس، اوت-آلپ (به فرانسوی: Vars, Hautes-Alpes) یک کمون (فرانسه) در فرانسه است که در Canton of Guillestre واقع شده‌است.

## خصوصیات
وآرس ۹۲٫۲ کیلومترمربع مساحت و ۶۰۶ نفر جمعیت دارد و ۱٬۶۵۰ متر بالاتر از سطح دریا واقع شده‌است.